# محمد سليم شوشة
محمد سليم شوشة (مواليد 1985) هو كاتب وأكاديمي مصري.

## تعليمه
حصل على ليسانس اللغة العربية والعلوم الإسلامية من كلية دار العلوم بجامعة الفيوم عام 2006، ثم حصل على ماجستير اللغة العربية والعلوم الإسلامية من الكلية ذاتها عام 2010. أما درجة دكتوراه فحصل عليها في اللغة العربية من قسم الدراسات الأدبية من الكلية ذاتها عام 2013 بمرتبة الشرف الأولى.

## حياته العملية
عُين بعد حصوله على الدكتوراه مدرسًا بقسم الدراسات الأدبية في كلية دار العلوم بجامعة الفيوم في عام 2013.
وعين أستاذا مساعدا (مشاركا) بقسم الدراسات الأدبية كلية دار العلوم جامعة الفيوم 2018م.
وعين أستاذا بالقسم نفسه بكلية دار العلوم جامعة الفيوم ٢٠٢٣م https://www.fayoum.edu.eg/Dar/LiteraryStudies/DrMohamed.aspx

## مؤلفاته
- «ذات النقاب الزنجية» (قصص)، 2010[3]
- «البناء القصصي في شعر أبي نواس» (دراسة)، 2011
- «نصف يوم» (رواية)، 2013[4]
- «شرود أبيض» (رواية)، 2014[5]
- «سور ثلجي في الصحراء» (رواية)، 2016[6]
- «جزيرة القرد» (رواية)، 2018[7]
- «سنوات التيه» (رواية)، 2019[8]
- «الصورة والعلامة. أثر التحولات الثقافية في الرواية العربية المعاصرة» (نقد) 2022 عن الهيئة المصرية العامة للكتاب.[9]
- ما وراء القصيدة.. (نقد) دار سما للنشر والتوزيع بالقاهرة 2023.
- الذات والمرآة، نقد، سلسلة كتابات نقدية، الهيئة العامة لقصور الثقافة، مصر 2025
- بلاغة الخطاب الروائي، نقد، الهيئة العامة للكتاب، القاهرة، 2025.

## جوائز
- جائزة الدولة التشجيعية في الآداب فرع الدراسات الأدبية واللغوية لعام ٢٠٢٣ عن دراسته الصورة والعلامة … أثر التحولات الثقافية في الرواية العربية المعاصرة
- الجائزة الأولى في المواهب من المجلس الأعلى للثقافة، مصر، 2013، عن رواية «شرود أبيض»[1][10]

- المركز الأول فرع الرواية بالمسابقة المركزية للهيئة العامة لقصور الثقافة، مصر، 2015–16، عن رواية «سور ثلجي في الصحراء»[1][10]
- جائزة أخبار الأدب في الرواية، 2017، عن مخطوط رواية «المسودات»[11]
- الجائزة الأولى في الرواية من المجلس الأعلى للثقافة، مصر، 2018، مسابقة الإبداع في مواجهة الإرهاب، عن مخطوط رواية «أشياء الفتى الوسيم»[11]

## روابط خارجية
- مقالاته على موقع بوابة دار الهلال
- مقالاته على موقع الكتابة.كوم